# Common Public License
CPL (Common Public License) — ліцензія на вільне ПЗ, яку розробила IBM.
Схвалена організацією "Фонд вільного програмного забезпечення (FSF), але містить кілька ключових відмінностей від ліцензії GPL.